# 朝食 (メツーの絵画)
『朝食』（ちょうしょく、露: Завтрак、英: Breakfast）、または『牡蠣を食べる人々』（かきをたべるひとびと、英: Oyster Eaters）は、オランダ絵画黄金時代の画家ハブリエル・メツーが板上に油彩で描いた風俗画である。画家の最盛期である1660年ごろに制作された。作品はナポレオンの最初の妻ジョゼフィーヌ・ド・ボアルネのマルメゾン城に所蔵されていたが、1814年に購入されて以来、サンクトペテルブルクのエルミタージュ美術館に所蔵されている。

## 作品
メツーはレイデンの出身であるが、レンブラントを初めとする様々な画家たちから影響を受け、いろいろな様式を融合させたためにレイデンのいわゆるフェインスヒルデル (精緻派)の画家とは見なされていない。しかし、1650年代後半になってようやく、メツーの作品はフェインスヒルデルの画家たちの作品に近づく。彼は、本作の描かれた1660年代初めから画家として絶頂期を迎えた。
本作の画面では、男が女を気遣うように牡蠣を差し出している。2人は女主人と召使の関係であろうか。当時の主婦あるいは娘は、夫や両親抜きで1人で食事をとったのであろうか。牡蠣とパンと白ワインという食事は、当時のオランダではメツーの絵画を買った上流市民の食事であった。女が足を載せているのは足温器であり、食べごろの牡蠣とともに冬の季節を暗示している。

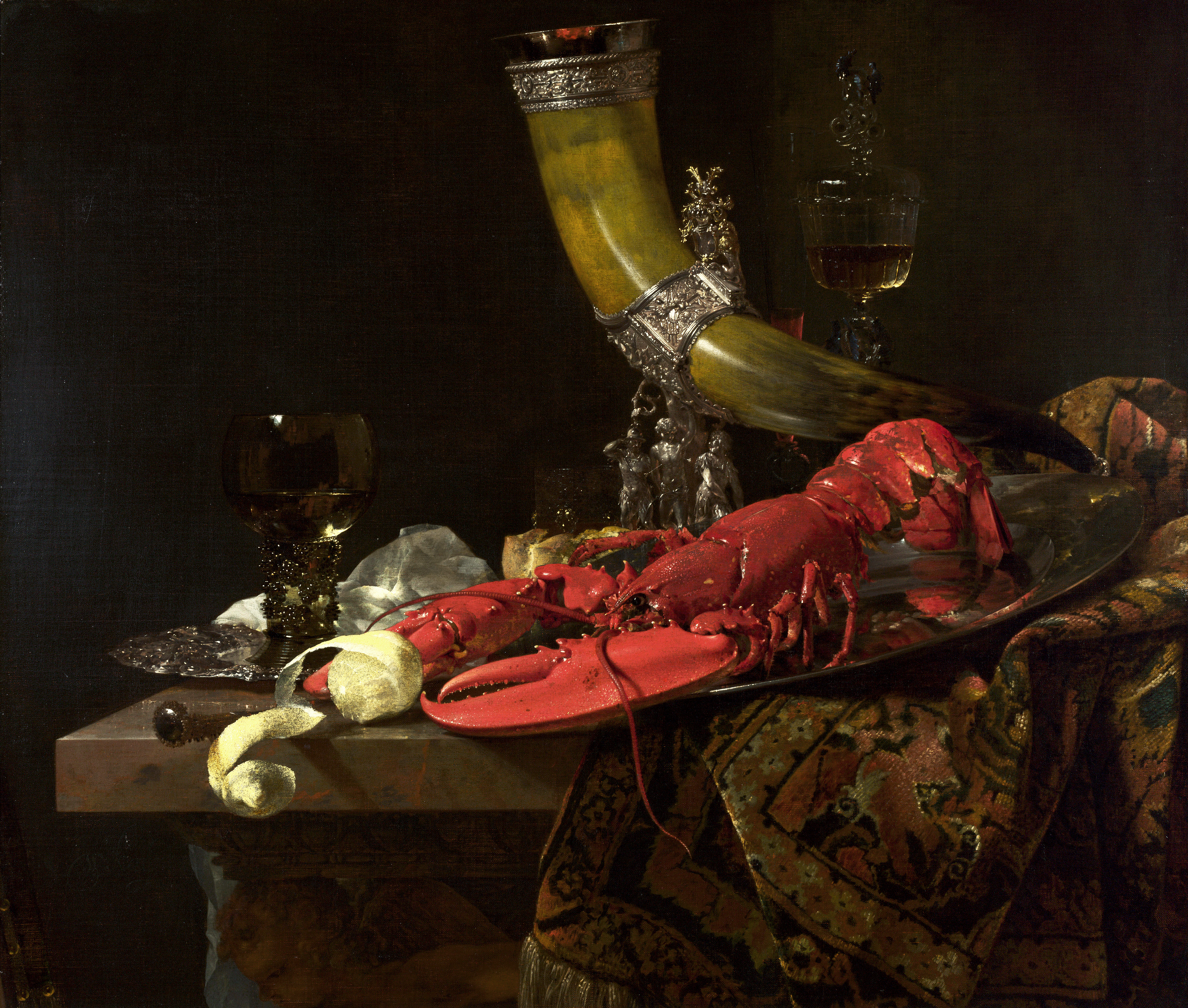
ウィレム・カルフ『ロブスター、角笛杯、グラスのある静物』 (1653年)、ナショナル・ギャラリー (ロンドン)

作品は本来、アムステルダムの市民自警団の1つ聖セバスティアヌス射手組合の将校に所有されていたものである。画面に登場する銀の装飾を施したバッファローの角も、この聖セバスティアヌス射手組合が所有していた。銀細工師の技量が冴える、この見事な作品は1565年に制作され、現在、アムステルダム博物館に収められている。ちなみに、この角笛杯は、ウィレム・カルフの作品や他の画家の作品にも登場している。この角笛杯が画面に描かれていることからもわかる通り、豊かな市民を理想化して描くのは後期オランダ風俗画の特徴である。